# Отрадное (Восточно-Казахстанская область)
Отрадное (каз. Отрадное) — село в Уланском районе Восточно-Казахстанской области Казахстана. Входит в состав Саратовского сельского округа. Находится примерно в 21 км к северо-западу от районного центра, посёлка Касыма Кайсенова. Код КАТО — 636267300.

## Население
В 1999 году население села составляло 426 человек (192 мужчины и 234 женщины). По данным переписи 2009 года, в селе проживало 527 человек (243 мужчины и 284 женщины).